# Нуни Нанев
Нуни Нанев рождено име Нуньо Нанев е български оперен певец тенор, солист в Софийската опера и хор „Гусла“, станал световноизвестен след гастролите си в Европа и САЩ.

## Биография
Роден е през 1908 година в чирпанското село Рупките. Когато е на една година семейството му се мести да живее в Бургас. Докато учи в бургаската мъжка гимназия, Нанев свири на тромпет, пее в ученическия хор и участва в ученически постановки. Заради лош успех завършва училище в София, където продължава образованието си в Консерваторията в класа на Мара Цибулка.
Получава роли в редица оперети на Кооперативния театър, което му отваря път към Софийската опера. Присъединява се и към хор „Гусла“ и през 1932 година пътува на първи гастрол на хора в Италия. През 1934 година световноизвестният руският бас Фьодор Шаляпин присъства на изпълнение на Нуни Нанев и бива силно впечатлен, а три години по-късно му препоръчва да се яви на конкурс за оперни изпълнители във Виена. До 1939 година Нанев прави над 100 концерта в най-известните зали в Германия, Австрия, Чехия, Полша, Унгария, Дания, Франция и издава над 200 плочи за най-големите за времето си звукозаписни фирми.
През 1944 година Нанев сключва брак със своя дългогодишна почитателка Ингеборг, германка от Румбург. Първите години от съвместния им живот били тежки и бедни, докато през 1949 година не взимат решение да отпътуват за САЩ. В Ню Йорк Нанев постъпва като солист в известния хор „Донски казаци“ на диригента Сергей Жаров. Така обикаля много страни по света и изнася концерти в „Роял Албърт Хол“, в Кралския театър в Лондон, както и самостоятелен рецитал по БиБиСи.
През 1950 година Нанев и съпругата му се установяват в Торонто, Канада, където започва съвместна работа с украинеца Иван Романов, автор на радиопредавания за европейска музика. Следват предложения за роли киното и телевизията. Първата филмова роля на Нанев е във филма „Заливът Хъдсън“ от 1959 – 1960 г.
След тежък инфаркт през 1981 година, Нанев прекратява усилените си артистични занимания, като само продължава да дава уроци по пеене и солфеж, пее благотворително и понякога участва в радиопредавания. След промените, настъпили в България през 1989 година, Нанев пожелава да се върне в страната, но лекарите не му разрешават да предприеме дългото пътуване. На 23 юни 1993 година Нанев умира от втори инфакт.
През 2001 година излиза книгата „Пях за България! Биографичен романс за Нуни Нанев“ с автор журналистката и кино-критичка Йорданка Инглизова.